# Мостовський Анджей
А́нджей Станіслав Мосто́вський (пол. Andrzej Mostowski, 1913—1975) — польський математик і логік, член Польської академії наук (1956). Труди присвячені основам математики, математичної логіки, теорії множин, теорії моделей, питанням розв'язання рекурентних формул, застосуванню алгебраїчних і топологічних методів у математичній логіці. Президент секції логіки, методології і філософії наук Міжнародного союзу історії і філософії науки (1971—1975). Кавалер ордена Відродження Польщі (1954), лауреат Державної премії Польської Народної Республіки (1966)[5].

## Біографія і наукова діяльність
Народився у Львові, тоді Австро-Угорщина. 1931 вступив у Варшавський університет. Великий вплив на нього мали Куратовський, Лінденбаум і Тарський. У 1939 році Мостовський захистив дисертацію; офіційно його керівником був Куратовський, але фактично — Тарський.
Після вторгнення вермахта в Польщу Мостовський влаштувався на роботу бухгалтера, але таємно продовжував працювати у підпільнім Варшавськім університеті. Після Варшавського повстання у 1944 році нацисти намагались відправити його у концтабір, але з допомогою польських медсестер йому вдалось сховатись у лікарні. Значна частина його неопублікованих математичних робіт при цьому безповоротно пропала. У вересні 1944 року Мостовський одружився з Марією Матушевською.
По закінченню війни деякий час працював у Краківськім університеті, з 1946 і до кінця життя — у Варшавськім університеті (доцент з 1947 року, професор з 1951). У 1948—1949 навчальному році працював у Інституті перспективних досліджень у Принстоні, у 1958—1959 роках читав лекції у Каліфорнійськім університеті у Берклі.
Багато результатів Мостовського увійшли в підручники. Він провів глибокі дослідження системи аксіом Цермело — Френкеля, моделей арифметики другого порядку, вивчав проблеми розв'язання математичних теорій, алгебраїчну інтерпретацію логіки і багатозначної логіки. Багато займався питаннями освіти й розвитку польської математичної школи, був керівником дисертацій десятків молодих учених. Серед його учнів — Януш Онишкевич.

## Основні труди
Книги

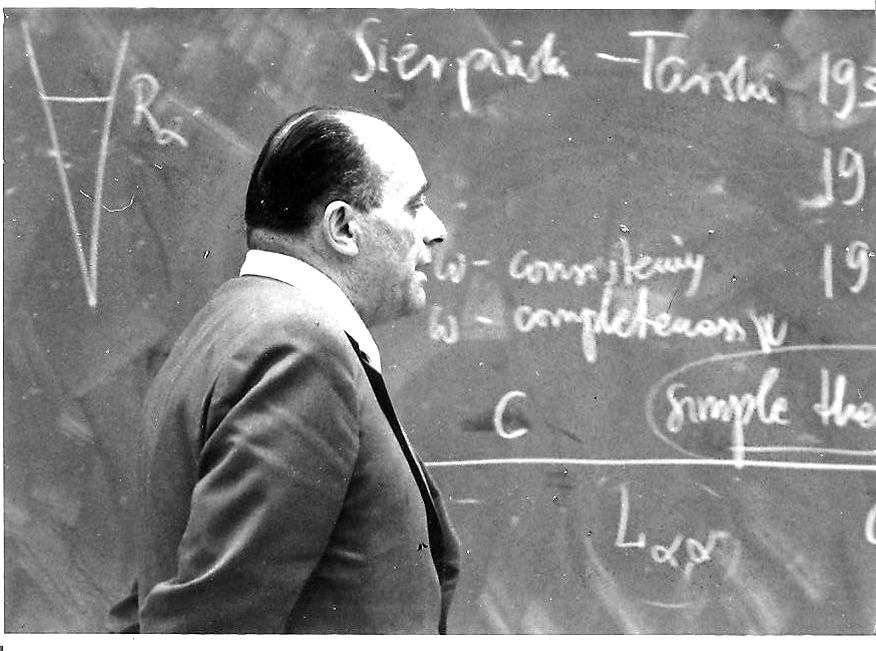
На лекції (1973)

- Kuratowski, Kazimierz; Mostowski, Andrzej (1976) [1968], Set theory. With an introduction to descriptive set theory, Studies in Logic and the Foundations of Mathematics, т. 86 (вид. Second), Amsterdam-New York-Oxford: North-Holland Publishing Co., MR 0485384
- Andrzej Mostowski, Sentences Undecidable in Formalized Arithmetic: An Exposition of the Theory of Kurt Godel, North-Holland, Amsterdam, 1952,
- Andrzej Mostowski, Constructible Sets with Applications, North-Holland, Amsterdam, 1969.

Статті
- Andrzej Mostowski, «Über die Unabhängigkeit des Wohlordnungssatzes von Ordnungsprinzip [Архівовано 13 серпня 2020 у Wayback Machine.].» Fundamenta Mathematicae Vol. 32, No.1, ss. 201—252, (1939).
- Andrzej Mostowski, «On definable sets of positive integers [Архівовано 13 серпня 2020 у Wayback Machine.]», Fundamenta Mathematicae Vol. 34, No. 1, ss. 81-112, (1947).
- Andrzej Mostowski, «Un théorème sur les nombres cos 2πk/n», Colloquium Mathematicae Vol. 1, No. 3, ss. 195—196, (1948).
- Casimir Kuratowski, Andrzej Mostowski, «Sur un problème de la théorie des groupes et son rapport à la topologie [Архівовано 13 серпня 2020 у Wayback Machine.]», Colloquium Mathematicae Vol. 2, No. 3-4, ss. 212—215, (1951).
- Andrzej Mostowski, «Groups connected with Boolean algebras [Архівовано 13 серпня 2020 у Wayback Machine.]. (Partial solution of the problem P92 [Архівовано 13 серпня 2020 у Wayback Machine.])», Colloquium Mathematicae Vol. 2, No. 3-4, ss. 216—219, (1951).
- Andrzej Mostowski, «On direct products of theories [Архівовано 29 січня 2020 у Wayback Machine.]», Journal of Symbolic Logic, Vol. 17, No. 1, ss. 1-31, (1952).
- Andrzej Mostowski, «Models of axiomatic systems [Архівовано 13 серпня 2020 у Wayback Machine.]», Fundamenta Mathematicae Vol. 39, No. 1, ss. 133—158, (1952).
- Andrzej Mostowski, «On a system of axioms which has no recursively enumerable arithmetic model [Архівовано 13 серпня 2020 у Wayback Machine.]», Fundamenta Mathematicae Vol. 40, No. 1, ss. 56-61, (1953).
- Andrzej Mostowski, «A formula with no recursively enumerable model [Архівовано 13 серпня 2020 у Wayback Machine.]», Fundamenta Mathematicae Vol. 42, No. 1, ss. 125—140, (1955).
- Andrzej Mostowski, «Examples of sets definable by means of two and three quantifiers [Архівовано 13 серпня 2020 у Wayback Machine.]», Fundamenta Mathematicae Vol. 42, No. 2, ss. 259—270, (1955).
- Andrzej Mostowski, «Contributions to the theory of definable sets and functions [Архівовано 13 серпня 2020 у Wayback Machine.]», Fundamenta Mathematicae Vol. 42, No. 2, ss. 271—275, (1955).
- Andrzej Ehrenfeucht, Andrzej Mostowski, «Models of Axiomatic Theories Admitting Automorphisms [Архівовано 13 серпня 2020 у Wayback Machine.]», Fundamenta Mathematicae, Vol. 43, No. 1, ss. 50-68 (1956).
- Andrzej Mostowski, «L'oeuvre scientifique de Jan Łukasiewicz dans le domaine de la logique mathématique [Архівовано 13 серпня 2020 у Wayback Machine.]», Fundamenta Mathematicae Vol. 44, No. 1, ss. 1-11, (1957).
- Andrzej Mostowski, «On a generalization of quantifiers [Архівовано 13 серпня 2020 у Wayback Machine.]», Fundamenta Mathematicae Vol. 44, No. 1, ss. 12-36, (1957).
- Andrzej Mostowski, «On computable sequences [Архівовано 13 серпня 2020 у Wayback Machine.]», Fundamenta Mathematicae Vol. 44, No. 1, ss. 37-51, (1957).
- Andrzej Grzegorczyk, Andrzej Mostowski and Czesław Ryll-Nardzewski, «The classical and ω-complete arithmetic [Архівовано 29 січня 2020 у Wayback Machine.]», Journal of Symbolic Logic Vol. 23, No. 2, ss. 188—206, (1958).
- Andrzej Mostowski, «On a problem of W. Kinna and K. Wagner», Colloquium Mathematicae Vol. 6, No. 1, ss. 207—208, (1958).
- Andrzej Mostowski, «A generalization of the incompleteness theorem [Архівовано 13 серпня 2020 у Wayback Machine.]», Fundamenta Mathematicae Vol. 49, No. 2, ss. 205—232, (1961).
- Andrzej Mostowski, «Axiomatizability of some many valued predicate calculi [Архівовано 13 серпня 2020 у Wayback Machine.]», Fundamenta Mathematicae Vol. 50, No. 2, ss. 165—190, (1961).
- Yoshindo Suzuki, Andrzej Mostowski, «On ω-models which are not β-models [Архівовано 13 серпня 2020 у Wayback Machine.]», Fundamenta Mathematicae Vol. 65, No. 1, ss. 83-93, (1969).